# Centrolene venezuelense
Centrolene venezuelense è un anfibio anuro appartenente alla famiglia Centrolenidae diffuso nella parte occidentale e meridionale del Venezuela. Malgrado l'habitat dove è stata rinvenuta non sia eccessivammete ampio, si considera che la specie abbia discrete capacità adattative e quindi non corra rischi.